# 吉九里香碱
吉九里香碱是一种含氮有机化合物，化学式C18H17NO，是一种咔唑类生物碱，提取自調料九里香（学名：Murraya koenigii）等植物中，类似的还有马汉九里香碱、O-甲基柯氏九里香酚碱、 异马汉宁碱、马汉宁碱等。
2011年的一项研究表面吉九里香碱可在体外（in vitro）诱导人肝細胞癌细胞系Hep G2发生细胞凋亡。